# Dunăreni
Dunăreni – wieś w Rumunii, w okręgu Konstanca, w gminie Aliman. W 2011 roku liczyła 1465 mieszkańców.